# 츠바키 히로카
츠바키 히로카(일본어: 椿 火呂花 つばき ひろか[*], 3월 24일 - )는 전 다카라즈카 가극단 소라구미 남역이다.
도쿄도 오오타구, 짓센여자고등학교 출신이다. 키 168cm, 애칭은 "유우카"이다.

## 약력
- 1993년, 다카라즈카 음악학교에 입학.

- 1995년, 다카라즈카 가극단 81기생으로 입단. 입단 당시 31등. 호시구미 공연 「국경 없는 지도」로 초무대. 그 후, 호시구미에 배속.
- 2001년 10월, 소라구미로 조이동
- 2001년 11월, 「카스텔 미라쥬」로 신인공연 첫 주연.
- 2002년 4월, 「에이지 오브 이노센스」로 바우홀 첫 주연.
- 2003년 6월, 「용병 피에르/만천성 대야총회(満天星大夜總会)」 천추락을 기해, 다카라즈카 가극단을 퇴단.
- 예명은 좋아하는 꽃에서 한글자를 따왔는데, 잘 쓰이지 않은 것에서 "츠바키(椿)"를 골랐고, "히로카(火呂)"는 당시 존경하던 전과 소속 죠 히로에(城火呂絵)에서 따왔다.
- 퇴단 후, 무대나 디너쇼, 라이브 출연 외에 자원봉사 활동 등에도 참가하고 있고, 그 모습은 자신의 블로그에 종종 글로 올렸지만, 2010년 8월 9일부로 블로그를 잠시 쉬었고, 2011년 2월 1일부터 블로그를 재개했다.